# Hercostomus varicoloris
Hercostomus varicoloris är en tvåvingeart som beskrevs av Becker 1917. Hercostomus varicoloris ingår i släktet Hercostomus och familjen styltflugor. Inga underarter finns listade i Catalogue of Life.